# Holiday (EP)
Holiday är The Tough Alliances andra EP från 2004.

## Låtlista
1. "Holiday" – 3:43
2. "Pole Position" – 1:02
3. "Velocity Boy" – 2:08